# Andrea
Az Andrea az Andreas (magyarul András, Andor, Endre) férfinév magyarul és több más nyelven is használatos női párja. Az olasz nyelvben férfinévként használatos.

## Becenevek
Andi, Andika, Andri, Andrika, Adri, Andu

## Gyakorisága
Az újszülötteknek adott nevek körében régen az Andrea nem volt ismert név, sem Magyarországon, sem külföldön (bár Angliában 1617-ben felbukkan). Népszerű a 20. században lett, Magyarországon 1967-ben a 8. leggyakoribb női név volt, a 80-as években pedig már a 3. helyen állt a Katalin és az Anita mögött. Az 1990-es években még mindig igen gyakori név. A 2000-es években a 62-94. helyen szerepelt, népszerűsége egyre csökkent, 2009 óta már nem szerepel a 100 leggyakrabban adott női név között.
A teljes népességre vonatkozóan az Andrea 2000-es évek elején és a 2010-es években a 13-9. helyen állt 100 leggyakrabban viselt női név között.
2020-ban 91437 fő használta ezt a nevet első keresztnévként, 10424 fő pedig második keresztnévként. 2021-ben ez a két érték 91358 (első), illetve 10429 (második) volt. 2022-ben 90931 (első), illetve 10481 (második), míg 2023-ben 91155 (első), illetve 10468 (második).

## Névnapok
február 4. 

április 18. 

november 30.

## Idegen nyelvű névváltozatai
- angol, cseh, dán, német, holland, spanyol, szlovák, szlovén: Andrea
- francia: Andrée
- horvát, szlovén: Andrea, Andreja
- olasz: Andreina
- portugál: Andreia (brazíliai portugál: Andréa)

## Híres Andreák

### Magyarok
- Bodó Andrea olimpiai bajnok tornász
- Drahota Andrea színművész
- Farkas Andrea válogatott kézilabdázó
- Fullajtár Andrea színésznő
- Gyarmati Andrea úszó, orvos
- Keleti Andrea műsorvezető, rendező, szerkesztő riporter
- Keleti Andrea táncművész
- Kékessy Andrea olimpiai ezüstérmes, világbajnok műkorcsolyázó
- Mahó Andrea színművész
- Malek Andrea énekes, színművész
- Osvárt Andrea színésznő (modell)
- Roatis Andrea színésznő, szinkronszínésznő
- Rost Andrea operaénekes
- Söptei Andrea színésznő
- Szulák Andrea énekes, színművész, műsorvezető
- Sztárek Andrea színművész
- Tóth I. Andrea világbajnok vízilabdázó
- Ulbrich Andrea opera-énekesnő
- Várkonyi Andrea műsorvezető
- Várkonyi Andrea színésznő
- Vesztergom Andrea költő
- Vigh Andrea hárfaművész

### Külföldiek
- Andrea Allan amerikai színésznő
- Andrea Anders amerikai színésznő
- Andrea Ávila argentin távol és hármasugró
- Andrea Berg német röplabdázó
- Andrea Borrell kubai kosárlabdázó
- Andrea Brown amerikai énekesnő
- Andrea Clausen német színművész
- Andrea Corr ír zenész
- Andrea Elizabeth Bowen amerikai színésznő
- Andrea Fischer német politikus
- Andrea Hayes amerikai hátúszó
- Andrea Jaeger amerikai teniszező
- Andrea Mason ausztrál politikus